# Campo Ligure
Campo Ligure (ligurisch Campo, im lokalen Dialekt Càmpu) ist eine italienische Gemeinde mit 2822 Einwohnern (Stand 31. Dezember 2023) in der Metropolitanstadt Genua in der Region Ligurien und ist Mitglied der Vereinigung I borghi più belli d’Italia (Die schönsten Orte Italiens).

## Geographie
Die Gemeinde befindet sich an den Ufern des Baches Stura in einer Entfernung von 37 Kilometern von der ligurischen Hauptstadt Genua. Die Gemeindegrenzen liegen im Westen am Naturpark Beigua und im Osten an den Parkgrenzen des Parco delle Capanne di Marcarolo. Zusammen mit drei weiteren Kommunen bildet Campo Ligure die Berggemeinde Valli Stura e Orba.
Nach der italienischen Klassifizierung bezüglich seismischer Aktivität wurde Campo Ligure der Zone 3B (in einer Skala von 1 bis 4 und A und B) zugeordnet. Das bedeutet, dass in der Region Erdbeben gemäßigt auftreten.

## Söhne und Töchter
- Mario Oliveri (* 1944), katholischer Geistlicher, Altbischof von Albenga-Imperia
- Giovanni Ponte (1929–2003), Romanist und Hochschullehrer